# Sollers SP7
Sollers SP7 — минивэн, представленный осенью 2024 года российской автомобилестроительной компанией Sollers. Продажи намечены на сентябрь 2025 года.

## Описание
Sollers SP7 является частично локализованной версией китайского минивэна JAC Refine RF8. Впервые минивэн Sollers SP7 был представлен 15 ноября 2024 года на мероприятии Sollers Product Day. Сборка автомобиля организована в Елабуге. С началом выпуска Sollers SP7 окажется первым за долгое время чисто-пассажирским минивэном российского производства.
Вместимость Sollers SP7 составляет 7 мест для сидения. Утверждается, что автомобиль оснащён 2,0-литровым бензиновым двигателем мощностью 224 л. с. в паре с восьмиступенчатой автоматической трансмиссией. Привод подаётся на передние колёса.
Задние двери Sollers SP7 оборудованы электроприводом. В комплектацию автомобиля также входят: боковые зеркала заднего вида с электроприводом и обогревом; сиденья с кожаной обивкой; круиз-контроль; климат-контроль; бесключевой доступ; камеры кругового обзора; датчик дождя; USB-зарядки; 2 электрических люка на крыше и многое другое. В целях безопасности автомобиль оборудован мониторингом слепых зон, системой распознавания дорожных знаков, системой удержания в полосе движения и другими водительскими ассистентами. Также имеются 6 подушек безопасности.
Автомобиль является одноклассником таких премиальных минивэнов, как GAC Trumpchi M8 и Toyota Alphard.